# Can Santiña
Can Santiña és un edifici del municipi de Vilassar de Mar (Maresme) que forma part de l'Inventari del Patrimoni Arquitectònic de Catalunya.

## Descripció
És una torre d'estiueig de planta baixa, de 261 m2 de superfície, situada a primera línia de mar. L'edifici fa cantonada i mostra tres façanes. La principal, de cara al mar, té dos grans finestres de llinda i la porta amb un relleu ornamental de motiu floral. A la part posterior hi ha la façana que dona al carrer.
Els murs, de color ocre, són arrebossats i ornamentats amb esgrafiats que dibuixen falsos carreus als angles i maons a la superfície dels murs. També hi ha esgrafiats de motius florals d'estil modernista a la part alta de les façanes, sota la cornisa motllurada que remata la casa, d'estil neoclàssic. L'edifici barreja elements neogòtics i modernistes (esgrafiats) amb neoclàssics (ordre i moderació del conjunt. L'estat de conservació és mitjà.

## Història
Aquesta torre representa una de les moltes que es feren a l'època del pas del segle xix al xx, seguint la moda d'estiueig a Vilassar. Situada a primera línia de mar, al passeig marítim, aquesta torre fou construïda per gent adinerada que desitjava residir en una zona privilegiada i cèntrica, i en una casa construïda segons l'estil imperant. Degut a l'augment del trànsit, la zona d'estiueig es traslladà a la part alta de Vilassar.